# Chersotis sachalinensis
Chersotis sachalinensis là một loài bướm đêm trong họ Noctuidae.